# الكبير أوي 6 (مسلسل)
الكبير أوي 6 هو الجزء السادس من سلسلة الكبير أوي وعُرض في شهر رمضان عام 1443 هـ (2 أبريل 2022)، من بطولة أحمد مكي ومحمد سلام وبيومي فؤاد ورحمة أحمد فرج وهشام إسماعيل، ومن إخراج أحمد الجندي، عرض المسلسل على قنوات أون، وقنوات إيه آر تي حكايات، وروتانا خليجية، ومنصتي شاهد، وواتش إت.

## قصة المسلسل
بعد مرور عدة أعوام، يتعرض الكبير للعديد من التغيرات على الصعيد الأسري والتي خلالها يحاول رعاية ابنيه، بينما يمر جوني بالعديد من الصعوبات بعد إصابته بالسمنة.

## طاقم التمثيل
| - أحمد مكي: الكبير / جوني / حزلقوم - محمد سلام: هجرس - بيومي فؤاد: دكتور ربيع - رحمة أحمد فرج: مربوحة | - هشام إسماعيل: فزاع - حسين أبو حجاج: أشرف - مصطفى غريب: العترة | - حاتم صلاح: نفادي - عبد الرحمن ظاظا: طبازة - محمد قلبظ: سالم - عبد الرحمن طه: جوني - العترة "ابني الكبير" |

### ضيوف الشرف
| - عادل شعبان: المحافظ ح2، 26، 29، 30 - سماء إبراهيم: الكبيرة فحت ح3->6، 10 - علاء زينهم: عوض خال مربوحة ح3، 4 - أحمد شيبة: بنفسه ح4 - يوسف صلاح: حلقوم ابن حزلقوم المزيف ح11، 12، 13 - منير مكرم:عم أمين ح11، 13 - شيماء سيف :اماني إحدى زوجات حزلقوم ح11، 12 - أسماء جلال:أمجاد إحدى زوجات حزلقوم ح11، 12، 13 - نرمين الفقي:نيرمين الفقي إحدى زوجات حزلقوم، 13 | - إسماعيل الجندي:الطفل ح14 - ريما مصطفى:الطفة جليلة ح14 - باتع خليل:مدير مدرسة العترة ح14 - رامي عبد المقصود:مدرب فريق المسرح ح14 - أحمد بسيوني:ح18 - محمد المولي:ح18 - ليلى عز العرب: سامانثا ح19،ح20 - سليمان عيد: الشيخ عماد ح22 - حمدي الميرغني: مدكور ح24، 25 | - مصطفى بسيط: الريجيسير ح26 - محمد أسامة أوس أوس: ح27، 29، 30 - هنادي مهنا:شخصيتها الحقيقية ح28 - محمد ممدوح:شخصيتها الحقيقية ح28، 29 - فتحي عبد الوهاب:شخصيتها الحقيقية ح28، 29 - شيرين رضا:شخصيتها الحقيقية ح28->ح30 - إياد نصار: شخصيتها الحقيقية ح29 - أحمد سعد: شخصيتها الحقيقية ح29 |

### شارك في التمثيل
دنيا عصام - أيمن سالم - نادية عباس - باتع خليل - عشماوي - أيمن عبد الهادي - ريم سعيد - ساندي مراد - صفية رامي - عيد علي - محمود بيومي - فاتن حمدان - متولي السيد متولي - حبيبة محمد - أميرة بدر - حسن القناوي - ياسين أحمد عبد الله - ياسين أحمد - فرج يوسف - بدوي - محمد منسي - محمد صلاح - رامي عبد المقصود

## فريق العمل
- إخراج: أحمد الجندي
- تأليف: مصطفى صقر، محمد عز الدين
- موسيقى تصويرية: عمرو إسماعيل
- مونتاج: عمرو عاصم
- مدير التصوير: أحمد محمد عبد العزيز
- إنتاج: سينرجي للإنتاج الفني (تامر مرسي)

## الحلقات
| رقم الحلقة | كتابة الحلقة         | ضيوف الحلقة | أحداث الحلقة |
| ---------- | -------------------- | --- | --- |
| 1          | سارة هجرس            | | يحاول الكبير رعاية ابنيه (جوني الصغير والعترة)، ويعاني جوني من السمنة، ويكتشف الكبير استغلال الدكتور ربيع لأشرف في تجربة إنتاج لبن لتسمين العجول.                                                     |
| 2          | سارة هجرس            | عادل شعبان: المحافظ | يتناول العترة ابن الكبير مشروب تسمين العجول الخاص بربيع فيتحول إلى رجل بالغ، ويتلقى الكبير تهديدات من المحافظ بسحب منصب العمدة منه بسبب إهمالة لشئون المزاريطة.                                       |
| 3          | سارة هجرس            | سماء إبراهيم: الكبيرة فحت علاء زينهم: عوض خال مربوحة | تصل الكبيرة فحت عمة الكبير وجوني إلى المزاريطة، وتجبر الكبير على الزواج من مربوحة خوفا من سحب منصب العمدة منه، ويغادر جوني المزاريطة على أمل فقدان الوزن.                                             |
| 4          | سارة هجرس            | سماء إبراهيم: الكبيرة فحت علاء زينهم: عوض خال مربوحة أحمد شيبة: بنفسه | يتزوج الكبير من مربوحة في حفل زفاف كبير، ويعود جوني للمزاريطة بعد فقدانه للوزن في وقت قياسي ولكنه يتسبب في إصابة مطرب حفل الزفاف عن طريق الخطأ.                                                       |
| 5          | سارة هجرس            | سماء إبراهيم: الكبيرة فحت | يقضي الكبير ليلة عصيبة في يومه الأول مع زوجته مربوحة، ويصارح جوني هجرس بسر فقدانه للوزن، ويخبر الكبير مربوحة بالمحظورات في منزله.                                                                     |
| 6          | سارة هجرس            | سماء إبراهيم: الكبيرة فحت | يتنكر الكبير في زي بابا نويل لكشف المخالفات في المزاريطة دون كشف هويته، وتعاني مربوحة من مقالب العترة وجوني الصغير المتكررة.                                                                          |
| 7          | سارة هجرس            | | يستيقظ الكبير فيجد نفسه مخطوفًا رفقة أهالي المزاريطة داخل لعبة تحديات تسمى (لعبة السبيط) تشبه "لعبة الحبار" يموت الخاسر خلالها، وتنقذ مربوحة الكبير من الموت خلال المسابقة الأولى.                     |
| 8          | سارة هجرس            | | يتجاوز الكبير وفريقه (مربوحة، العترة، جوني) التحدي الثاني، ويُستبدل من قبل فريقه بهجرس، وينتقل الكبير إلى فريق (فزاع، أشرف، سالم) وينجح الفريقان في تجاوز التحدي الثالث في لعبة السبيط.                |
| 9          | سارة هجرس            | | يعود الكبير لفريقه القديم (مربوحة، العترة، جوني) ويتجاوز معهم التحدي الرابع في لعبة السبيط، ويبدأ التحدي الجديد حيث يواجه كل فرد الآخر، وينتصر جوني الصغير على هجرس.                                  |
| 10         | سارة هجرس            | سماء إبراهيم: الكبيرة فحت | تضحي مربوحة بحياتها من أجل العترة كما يضحي أشرف بحياته من أجل الكبير، ويكتشف الكبير أن المنافسة برمتها مجرد خدعة من الكبيرة وجوني حتى يقع الكبير في حب مربوحة.                                        |
| 11         | سامح جمال            | شيماء سيف: أماني "أماينو" منير مكرم: عم أمين يوسف صلاح: حلقوم ابن حزلقوم | يعود حزلقوم إلى المزاريطة، ويحكي للكبير وجوني عن قصة ابنه حلقوم، ويطلب منهما مساعدته في البحث عن والدته، يصطحب حزلقوم هجرس معه في رحلته لمقابلة زوجاته السابقات لمحاولة معرفة هوية والدة ابنه حلقوم.  |
| 12         | سامح جمال            | شيماء سيف: أماني "أماينو" أسماء جلال: أمجاد يوسف صلاح: حلقوم ابن حزلقوم | يذهب حزلقوم لمقابلة زوجاته السابقة أماينو وأمجاد لمحاولة معرفة هوية والدة ابنه حلقوم، ويختفي الأخير فيأمر الكبير رجاله بالبحث عنه في المزاريطة.                                                       |
| 13         | سامح جمال            | أسماء جلال: أمجاد نرمين الفقي: بشخصيتها الحقيقية منير مكرم: عم أمين يوسف صلاح: حلقوم ابن حزلقوم المزيف | يبحث الكبير عن السارق في داره، ويزور حزلقوم طليقته السابقة نرمين الفقي فيرفض إعادتها لعصمته، ويكتشف حزلقوم أن حلقوم ليس ابنه بل ابن السائق الذي اختلق القصة لسرقة حزلقوم والكبير.                     |
| 14         | سارة هجرس            | إسماعيل الجندي: الطفل ريما مصطفى: الطفلة جليلة باتع خليل: مدير مدرسة العترة رامي عبد المقصود: مدرب فريق المسرح                                                                                            | يفشل الكبير في حماية العترة من التنمر من قبل زميلته جليلة بالمدرسة، وخلال مسرحية مدرسية يقف العترة بجانب جليلة بعد تعرضها لحادث ويلقنها درسًا في التسامح.                                              |
| 15         | إبراهيم خطاب         | | يتشاجر الكبير مع مربوحة، ويستعين جوني بهجرس لتصوير مقاطع في أعمال الخير بغرض نشرها على مواقع التواصل الاجتماعي.                                                                                       |
| 16         | إبراهيم خطاب         | | يسخر الكبير من مربوحة بسبب عدم اهتمامها بمظهرها وملابسها، ويتنافس هجرس وجوني على تحقيق أعلى نسب مشاهدة على قناتهما بمواقع التواصل الاجتماعي.                                                          |
| 17         | إبراهيم خطاب         | | يضع جوني خطة بمساعدة مربوحة لفضح هجرس وعلاقاته النسائية على مواقع التواصل الاجتماعي، وينشر هجرس فيديو يتهم جوني بالتجسس.                                                                              |
| 18         | إبراهيم خطاب         | أحمد بسيوني محمد المولي | يمنع الكبير جوني من بيع أرضه لشراء متابعين لقناته، وينجح في إجباره على التخلص من إدمان الإنترنت، بينما تتحسن العلاقة بين جوني وهجرس.                                                                  |
| 19         | محمود رمضان          | ليلى عز العرب: سامانثا | تزور سامانثا الكبير وعائلته، وبينما تتعرف على مربوحة تسعى لتشجيع نساء المزاريطة على المطالبة بحقوقهن، ويحبس الكبير مربوحة فتقع مظاهرات تطالب بتحريرها.                                                |
| 20         | محمود رمضان          | ليلى عز العرب: سامانثا | يحاول الكبير وهجرس الدفاع عن موقف الذكور ضد نساء المزاريطة في بث مباشر، وتتقدم مربوحة بطلبات النساء فيوافق عليها الكبير وسط اعتراضات سامانثا.                                                         |
| 21         | محمد أشرف مصطفى عباس | | يُرسل حزلقوم مجموعة من الهدايا للكبير وعائلته من جامايكا، ويحصل العترة على هدية متمثلة في دمية غامضة تتسبب في العديد من الظواهر المرعبة ببيت الكبير.                                                   |
| 22         | محمد أشرف مصطفى عباس | سليمان عيد: الشيخ عماد | يستعين الكبير بالشيخ عماد لطرد الروح الشرية داخل الدمية ولكنها تستحوذ على جسد العترة، ويسعى الكبير للبحث عن وسيلة لطرد الروح من جسد ابنه فيحوله الأخير إلى قرد.                                       |
| 23         | محمد أشرف مصطفى عباس | | تستمر محاولات الكبير لطرد روح اللباد من جسد ابنه بينما يستغل جوني وهجرس اللباد بالظهور في بث مباشر على قناتهما، وينجح الكبير في إخراج اللباد من جسد العترة بمساعدة فرقة موسيقية من جامايكا.           |
| 24         | سامح جمال            | حمدي الميرغني: مدكور | يكتشف الكبير الثروة الكبيرة التي يُخفيها فزاع، وينقلب الفلاحين بأرض الكبير ضده بسبب مدكور فيقرر الاعتناء بأرضه رفقة عائلته.                                                                            |
| 25         | سامح جمال            | حمدي الميرغني: مدكور | ينجح الكبير في كشف خطة مدكور بالاستيلاء على أموال الأهالي والهرب، ويوافق الكبير على مطالب طبازة والفلاحين بالعودة للعمل بالأرض وإعادة أموالهم المسروقة.                                               |
| 26         | كريم يوسف            | عادل شعبان: المحافظ مصطفى بسيط: الريجيسير | يقرر الكبير تنظيم مهرجان سينمائي كبير في المزاريطة، ويتولى حزلقوم مسؤولية إقناع المشاهير بحضور الحفل.                                                                                                 |
| 27         | كريم يوسف            | أوس أوس: ليوناردو دي كابريو المزيف | يعطل جوني سيارة الصحفيين حتى ينفرد بالتغطية الإعلامية لمهرجان المزاريطة، ويكشف الكبير شخصا ينتحل صفة الممثل ليوناردو دي كابريو.                                                                       |
| 28         | كريم يوسف            | هنادي مهنا: بشخصيتها الحقيقية محمد ممدوح: بشخصيته الحقيقية فتحي عبد الوهاب: بشخصيته الحقيقية شيرين رضا: بشخصيتها الحقيقية                                                                                 | يتوافد نجوم الفن لحضور مهرجان المزاريطة السينمائي، ويتولى جوني وهجرس ومربوحة التغطية الإعلامية للحفل.                                                                                                 |
| 29         | كريم يوسف            | محمد ممدوح: بشخصيته الحقيقية فتحي عبد الوهاب: بشخصيته الحقيقية إياد نصار: بشخصيته الحقيقية أحمد سعد: بشخصيته الحقيقية شيرين رضا: بشخصيتها الحقيقية أوس أوس: ليوناردو دي كابريو المزيف عادل شعبان: المحافظ | يصل الفنان إياد نصار للمهرجان ويعاني من جهل جوني وهجرس وعدم معرفتهما له، ويحاول الكبير التقرب من الفنانة شيرين رضا.                                                                                   |
| 30         | كريم يوسف            | شيرين رضا: بشخصيتها الحقيقية أوس أوس: ليوناردو دي كابريو المزيف عادل شعبان: المحافظ | يتنكر جوني في هيئة الممثل ليوناردو دي كابريو في محاولة لإنقاذ المهرجان فتنكشف الحيلة بوصول الممثل الحقيقي ولكن يضربه هجرس على رأسه، وينتهي الحفل بهروب الضيوف وقبض الشرطة على محمد سلام بدلًا من هجرس. |

## روابط خارجية
- الكبير أوي 6 على موقع قاعدة بيانات الأفلام العربية